# Redemption Sky
Redemption Sky är ett musikalbum av Nilla Nielsen, utgivet den 27 november 2004. Redemption Sky är Nielsen debutalbum.
Nilla Nielsen är en singer/songwriter, som inspirerats av t.ex. Daniel Lanois, U2, Alanis Morissette, Tracy Chapman och Joan Osborne.
Redemption Sky är gjord i nära samarbete med den Grammy-nominerade producenten Nils Erikson. Albumet har fått positiv kritik.
När Nielsen var åtta år flyttade hennes pappa tillbaks till Danmark och deras relation fick en svår vändning. Hennes känsla av att vara oönskad reflekteras i utlämnande "Blood Money" och "The Girl You Used to Know". 
"Goldfish In a Bowl" finns med i soundtracket till långfilmen Hata Göteborg. "Sima" finns med i en film om hedersrelaterat våld.

## Låtlista
1. Goldfish In A Bowl - (Nilla Nielsen)
2. I’m So On - (Nilla Nielsen)
3. Not Ready - (Nilla Nielsen)
4. Redemption Sky - (Nilla Nielsen & Christof Jeppsson)
5. Blood Money / American Honey - (Nilla Nielsen)
6. Indian Heart - (Nilla Nielsen)
7. You Should Know By Now - (Nilla Nielsen)
8. Ain’t Got Much - (Nilla Nielsen)
9. Sima - (Nilla Nielsen)
10. With You - (Nilla Nielsen)
11. The Na-Na Song - (Nilla Nielsen)
12. Stubborn Heart - (Nilla Nielsen)
13. The Girl You Used to Know - (Nilla Nielsen)

## Band
- Nilla Nielsen - Sång, gitarr, munspel, shakers & tamburin
- Nils Erikson - Piano, bas, trummor, slagverk, gitarr, melodika, munspel, orgel, synthesizer, stråkarrangemang & kör
- Christof Jeppsson - Trummor, gitarr & kör

## Övriga medverkande musiker
- Fredrik ”Gicken” Johansson - Bas (4-5, 7, 11)
- Magnus Helgesson - Trummor & slagverk (3, 5)
- Staffan Karlsson - Bas (13)

## Musikvideor
- Goldfish in a Bowl, 2004
- You Should Know By Now, 2008
- Not Ready, 2009
- Ain't Got Much, 2013
- The Girl You Used to Know, 2013

## Fotnoter
1. ↑  ”Recension av Redemption sky”, Helsingborgs Dagblad, 13/11 2004
2. ↑  ”Recension av Redemption sky” Arkiverad 4 maj 2012 hämtat från the Wayback Machine., Bjurman / From a friend, 11/4 2011